# 西非

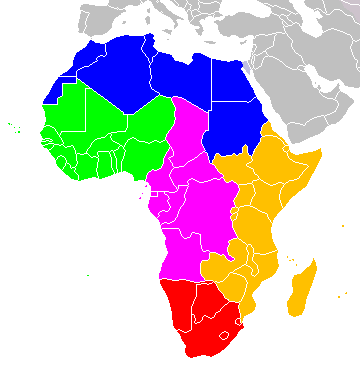
非洲分區：
非洲北部
非洲西部
非洲中部
非洲東部
非洲南部

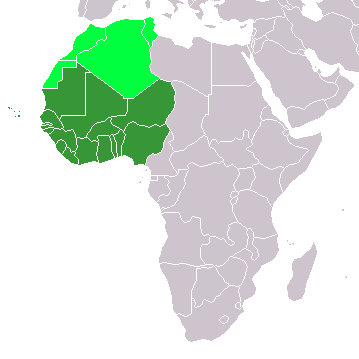
深绿色部分为联合国地理方案中划定的西非地区，浅绿色为马格里布地区

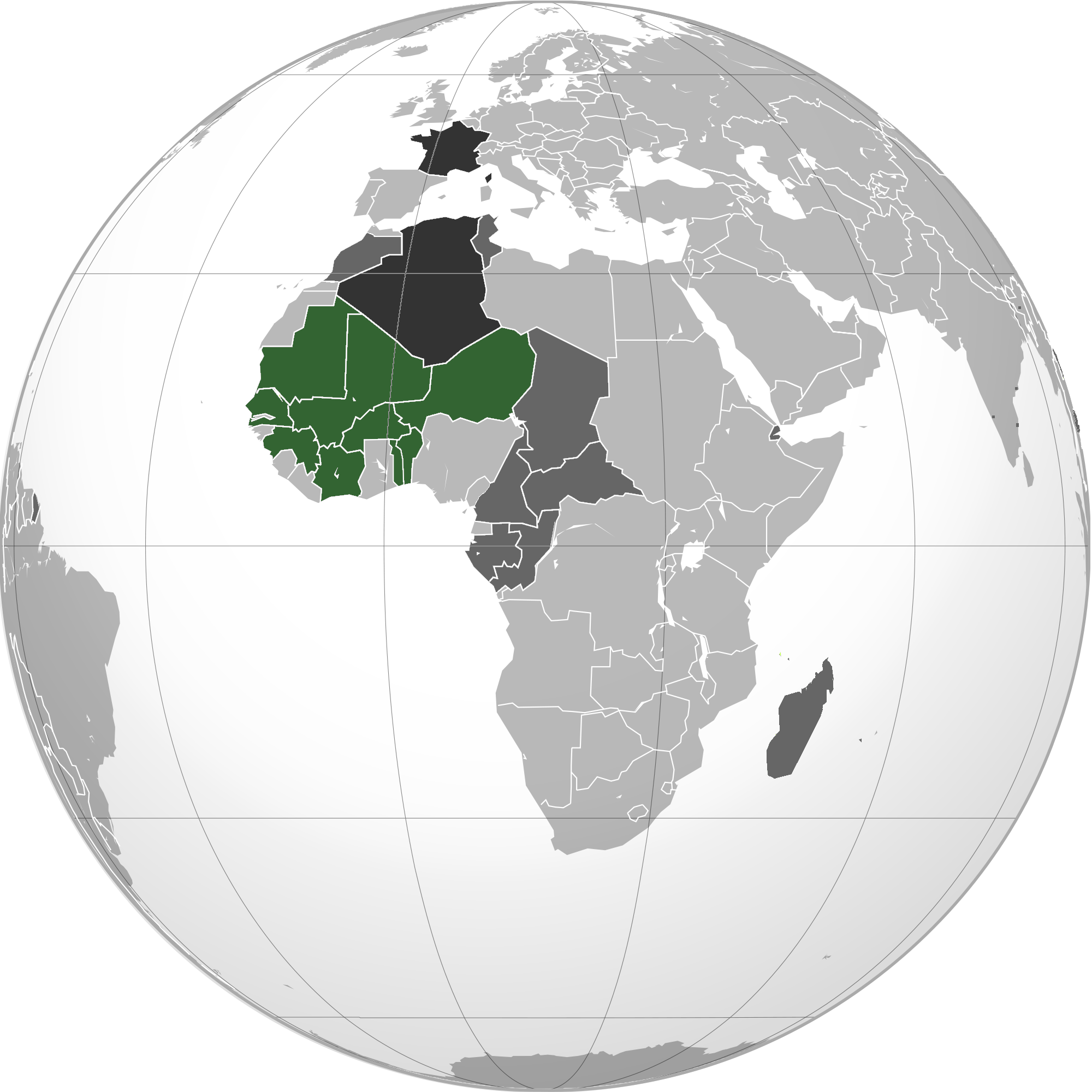
法属西非疆域图（绿色部分）

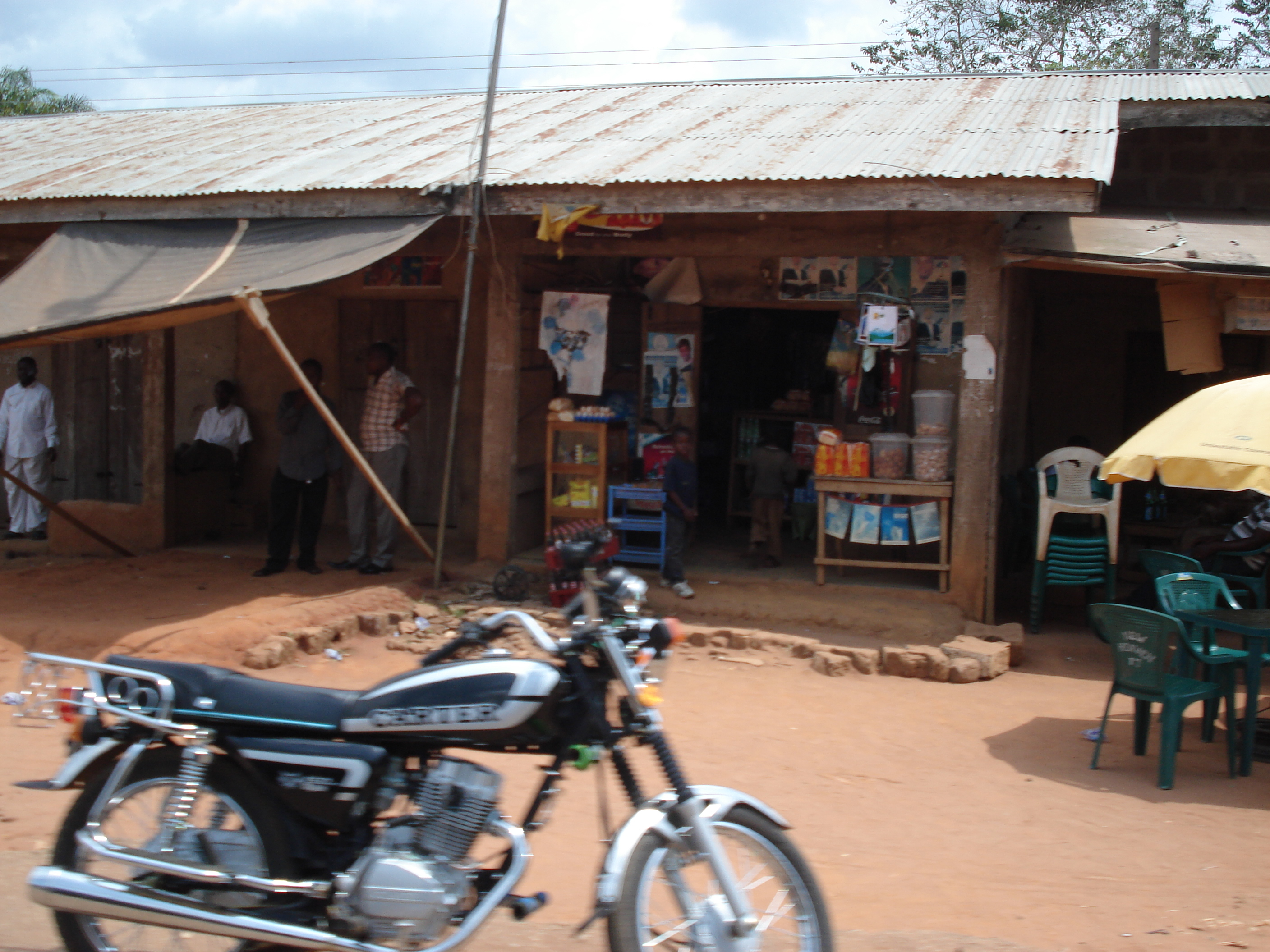
尼日利亚的雜貨店

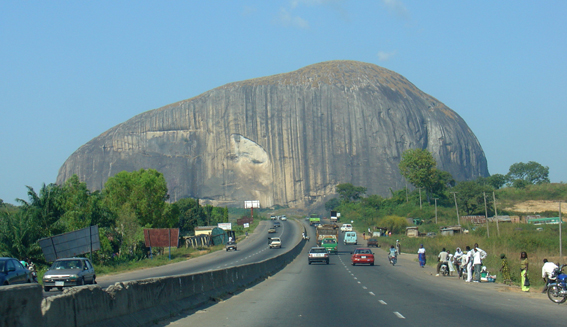
祖瑪岩

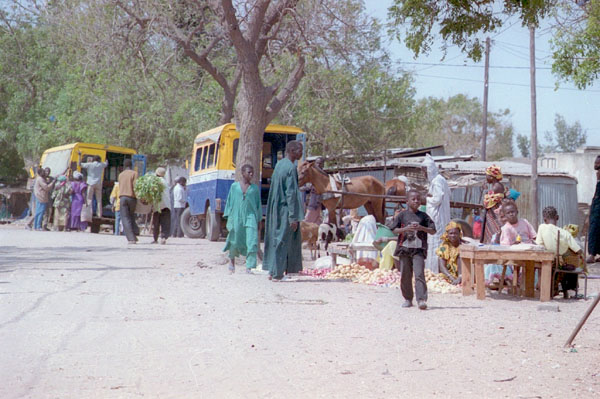
塞內加爾街道邊的攤販

西非通常是指非洲大陆南北分界线和向西凸起部分的大片地区，为地理、人种和文化过渡地带。
非洲大陆南大西洋海岸线在这一地区呈东西走向的部分曾以象牙海岸、黄金海岸而闻名。奴隶贸易在这里被人操纵，现在绝大多数非洲裔美国人就是当时从西非贩运到美国的奴隶的后代。西非大西洋沿岸地区大部分为热带地区和热带雨林，以前人们沿这条海岸线穿行这一地区。聯合國西部非洲次分區包括十六個國家和一個屬地：

## 主權國家
- 尼日尔
- 布吉納法索
- 毛里塔尼亚
- 塞内加尔
- 几内亚
- 利比里亚
- 多哥
- 奈及利亞

西部非洲有時包括：
- 突尼西亞
- 阿尔及利亚
- 摩洛哥
- 西撒哈拉

其他属地：
- 圣赫勒拿、阿森松和特里斯坦-达库尼亚

## 殖民歷史
二十世紀初期，歐洲列強瓜分西非作為殖民地，除賴比瑞亞外無一倖免。
- 法國：
  -  尼日尔（1960年8月3日獨立）
  -  布吉納法索（1960年8月5日獨立）
  -  （1960年9月22日獨立）
  -  毛里塔尼亚（1960年11月28日獨立）
  -  塞内加尔（1960年8月20日獨立）
  -  几内亚（1958年10月2日獨立）
  -  （1960年8月7日獨立）
  -  多哥（1960年4月27日獨立）
  -  （1960年8月1日獨立）
- 英国：
  -  （1965年2月18日獨立）
  -  （1961年4月27日獨立）
  -  （1957年3月6日獨立）
  -  奈及利亞（1960年10月1日獨立）
- 葡萄牙：
  -  （1973年9月24日獨立）
  -  （1975年7月5日獨立）

## 西非經濟
- 西非十六個國家除了毛里塔尼亚外均為西非國家經濟共同體（ECOWAS，Economic Community of West African States，简称“西共体”）會員。
  - 2023年，馬利、尼日和布基納法索由于内部军事政变和不满西共体对其军事干涉的可能，宣布退出西共体并另外组建军事同盟薩赫勒國家聯盟，2024年进一步成立萨赫勒国家邦联。
- 西非國家中央銀行發行西非法郎，現時流通於尼日、布吉納法索、馬里、塞內加爾、幾內亞比索、象牙海岸、多哥及貝南。